# Nedržavljani Latvije
Nedržavljani Latvije (Latvijas nepilsoņi) so skupina oseb s posebnim pravnim statusom v latvijskem pravu, ki nimajo državljanstva nobene države. Gledano situacijo na datum  1. julij 2017, nedržavljani obsegajo 11,2 % latvijskega prebivalstva (več kot 230.000 ljudi). Drugih 4979 oseb s statusom nedržavljanov Latvije živi zunaj meja države.

## Pravni status
Pravni status nedržavljanov je določen s posebnim zakonom, sprejetim leta 1995.
Ta status je bil odobren za bivše državljane ZSSR, ki so leta 1992 živeli v Latviji, vendar po obnovitvi državne neodvisnosti niso pridobili nobenega državljanstva. Tudi za njihove otroke je bil določen isti status. Leta 1998 je v Latviji živelo približno 680.000 nedržavljanov.
V skladu z latvijsko zakonodajo so nedržavljani brez državljanstva. Vendar pa Urad visokega komisarja Združenih narodov za begunce vključuje nedržavljane Latvije v svojo statistiko oseb, za katere velja mandat Urada.
Nedržavljani nimajo nobenih volilnih pravic, pa tudi nekaterih socialnih pravic.
Nekaznovani nedržavljani lahko zaprosijo za državljanstvo Latvije, če stalno prebivajo v državi. Za naturalizacijo morajo plačati pristojbino, položiti prisego zvestobe Latviji, opraviti izpite iz latvijskega jezika, ustave in zgodovine države. Za otroke nedržavljane, rojene v Latviji po letu 1991, obstaja poenostavljen postopek za pridobitev državljanstva, po letu 1998.
Mednarodne organizacije so priporočile, da Latvija nedržavljanom podeljuje pravico voliti na občinskih volitvah in pospeši njihovo naturalizacijo.

## Demografski podatki
| Etnična skupina | Število nedržavljanov | Odstotek skupine | Delež števila nederževljanov |
| --------------- | --------------------- | ---------------- | ---------------------------- |
| Rusi            | 155.931               | 28,2             | 65,6                         |
| Belorusi        | 32.672                | 47,7             | 13,7                         |
| Ukrajinci       | 23.290                | 45,8             | 9,8                          |
| Poljaki         | 8342                  | 18,5             | 3,5                          |
| Judje           | 1990                  | 23,3             | 0,8                          |
| Latvijci        | 561                   | 0,04             | 0.2                          |
| Drugo           | 14.973                | .                | 6,3                          |
| Skupaj          | 237.759               | 11,2             | 100                          |

Večina nedržavljanov, po podatkih na dan 1. julij 2017 (122.821), živi v Rigi.